# Алмейда, Жозе Луиш де
Жозе Луиш де Алмейда (порт. José Luís de Almeida, 12 июня 1961) — боксёр-любитель из Анголы, член олимпийской сборной Анголы на Олимпийских играх 1980 года в Москве.
На Олимпийских играх в Москве в весовой категории до 54 килограмм уступил в 1/16 финала боксёру из Великобритании Рэймонду Джилбоди (англ. Raymond Gilbody).